# Kleingebiet Hódmezővásárhely
Das Kleingebiet Hódmezővásárhely (ungarisch Hódmezővásárhelyi kistérség) war bis Ende 2012 eine ungarische Verwaltungseinheit (LAU 1) innerhalb des Komitats Csongrád in der Südlichen Großen Tiefebene. Im Zuge der Verwaltungsreform von 2013 gingen alle vier Ortschaften in den Kreis Hódmezővásárhely (ungarisch Hódmezővásárhelyi járás) über.
Ende 2012 lebten auf einer Fläche von 707,77 km² 56.174 Einwohner. Die Bevölkerungsdichte betrug 79 Einwohner/km².
Der Verwaltungssitz befand sich in der Stadt Hódmezővásárhely, die zugleich Komitatsrechte (Megyei jogú város) besaß.

## Ortschaften
Das Kleingebiet gliederte sich in
- zwei Städte: Hódmezővásárhely (45.700 Ew.) und Mindszent (6.990 Ew.)
- zwei Gemeinden: Mártély und Székkutas